# 金崇
金崇，清朝人，是一名清朝政治人物。
金崇曾于咸丰四年(1854年)接替文秀任漳州府知府一职，咸丰四年(1854年)由王肇谦接任。